# Vasile Pavăl
Vasile Pavăl (n. 20 august 1956 Herești, Iași) este un politician român. În 1981 a absolvit Facultatea de Construcții Industriale, Civile și Agricole Iași din cadrul Universității Tehnice Gheorghe Asachi din Iași, fiind repartizat la primăria municipiului Vaslui, ca șef al serviciului de sistematizare, până în anul 1990. În perioada 1991 - 2004 a fost director al societății „Goscom Vaslui”, după care a ocupat funcția de viceprimar, în timpul mandatului primarului Victor Cristea. Din luna iunie 2008, este primar al municipiului Vaslui. La data de 10 iunie 2012 a câștigat un al doilea mandat de primar din partea USL, și apoi a câștigat al treilea mandat în 2016 din partea PSD.